# Evangelina Cosio y Cisneros
Evangelina Betancourt Cosio y Cisneros (Puerto Príncipe —actual Camagüey—, Cuba; 23 de septiembre de 1877 - La Habana, Cuba; 29 de abril de 1970) fue una rebelde cubana durante la Guerra de Independencia de su país contra España. Su encarcelamiento y el haber escapado de una cárcel española en Cuba, con la ayuda del periodista Karl Decker del New York Journal  de William Randolph Hearst, despertó un gran interés en la prensa de los Estados Unidos, así como acusaciones de fraude y soborno.

## Primeros años y antecedentes
Del seno de una familia acomodada, Evangelina era hija de Agustín Cosio, quien fue un hombre ligado a la causa cubana en los intentos de obtener la independencia del Imperio Español. Su madre murió cuando era niña. Sin embargo, corría 1895 cuando comenzaba la Guerra de Independencia cubana contra España liderada por el poeta José Martí, y fue al año siguiente donde ella y su padre cayeron presos a manos de las fuerzas españolas, quienes los recluyeron en una colonia penal en Isla de Pinos (hoy Isla de la Juventud). De acuerdo a los propios testimonios de Evangelina, la situación de los Cosio en la entonces Isla de Pinos era relativamente cómoda con su padre Agustín viviendo con ella en una pequeña casa de adobe. No obstante, con la llegada del nuevo gobernador, el coronel José Berriz, el hecho resultante de esta administración radicó en la imposición de la plena pena de prisión para el padre. Evangelina apeló directamente al Gobernador, pero según ella misma, el coronel aparentemente confundió sus súplicas por una cuestión romántica. Si bien hay mucha controversia en cuanto a los acontecimientos reales, lo que se sabe es que el coronel se presentó en la residencia de la joven una noche, y después de que este comenzara a acosar de ella, se produjo un alboroto. El coronel fue tomado prisionero brevemente por los socios de Evangelina, y fue a su vez rescatado por algunas de sus tropas. En poco tiempo fue acusada de intento de asesinato y rebelión. Posteriormente, Evangelina negó cualquier plan y afirmó que solo intentaba protegerse de los abusos del coronel. Fuentes cubanas sugirieron que ella era parte de la causa rebelde y el episodio fue parte de un intento mayor de liberar a los presos para que se unan a las fuerzas revolucionarias. La verdad completa no se conoce.
Como resultado del incidente, Evangelina Cosio fue trasladada de la Isla de Pinos a una prisión para mujeres en La Habana conocida como Casa de Recojidas, que había sido reconocida como una de las cárceles más desagradables de Cuba.

## En prisión
Evangelina pasó un año en la cárcel de Casa de Recogidas. La Prensa informó que estaba en Prisión preventiva en espera de una condena de 20 años que cumpliría en alguna de las colonias penales españolas frente a la costa africana de Marruecos. En este punto, en junio de 1897, se involucraron periodistas estadounidenses, en particular quienes provenían de los periódicos de William Randolph Hearst. Hearst había estado presionando activamente por la asistencia estadounidense a los rebeldes en Cuba. Cuando los reporteros de su periódico en Cuba descubrieron en Evangelina el perfil de una joven culta y atractiva, que además se encontraba la cárcel de mujeres, Hearst encontró un potente motivo para atraer a más lectores en su batalla de circulación con su rival Joseph Pulitzer (quien fuese su mentor) que tenía en su propiedad el New York World. Esto significó un punto álgido en la prensa amarilla de la época, puesto que Hearst y Pulitzer intentaban superarse mutuamente con noticias cada vez más sensacionalistas para atraer al grueso de su público ubicado en Nueva York. Los conocedores acerca de Hearst y sus tramas han sugerido que este estaba decidido a convertir el asunto de Evangelina en la clásica historia de una damisela en apuros como la de los entonces populares romances medievales.
Hearst primero trató de obtener la liberación de Cosio a través una campaña de cartas y peticiones, en la cual logró recolectar 15.000 firmas, que incluyen de la madre del propio presidente estadounidense de la época, William McKinley, y la viuda del presidente confederado Jefferson Davis. Las súplicas al gobierno español e incluso a la reina regente de España, no tuvieron éxito. Los supuestos intentos de los periodistas de Hearst en sobornar a Cosio para salir de la cárcel, dieron como resultado que el periodista principal de su periódico en la isla, fuera deportado.

## Escape
Ante sus intentos sin éxito de sacar a Evangelina de la cárcel, esta vez Hearst decidió enviar a otro reportero a Cuba: Karl Decker. Aquel sujeto era descrito como "un hombre de acción de capa y espada", a quien se le asignó la tarea de sacar a la joven Evangelina de su celda. Al haber llegado Decker a Cuba, este reunió a gente para ayudar en el esfuerzo, de los que se incluyen los rebeldes cubanos y simpatizantes estadounidenses de la causa independentista (quienes dominaban el español). Decker también contó con la asistencia de algunos miembros del consulado de los Estados Unidos en La Habana, que ayudaron con al menos la aprobación tácita del cónsul general estadounidense, Fitzhugh Lee, exgeneral confederado y sobrino de Robert E. Lee. Después de que Decker rechazara varios esquemas que parecían poco aconsejables, como hacer un agujero en la pared de la cárcel, Cosio ideó un plan más realista. La cárcel variaba en altura de dos a tres pisos. Su celda del tercer piso tenía una ventana con barrotes que daba a un área plana del techo de la cárcel, por lo que Cosio planeaba drogar a sus compañeras de cárcel para que durmieran toda la noche y en el marasmo, romper uno de los barrotes para escapar. Decker tenía una habitación alquilada en un edificio contiguo y tenía además una escalera que se extendía desde el techo de ese edificio hasta el techo de la cárcel. Él y sus hombres, durante dos noches, treparon al techo de la cárcel y una vez ahí aserraron de uno de los barrotes, lo que creó una abertura lo suficientemente grande para que la presa se escurriera y definitivamente escapara.
La joven ya libre, fue llevada a la casa de uno de los conspiradores: Carlos Carbonnel (un banquero cubano educado en Estados Unidos). Después de tres días de oculta en la casa del banquero, Cosio, vestido de hombre, con su abundante cabello metido debajo de un gran sombrero y llevando un cigarro sin encender, caminó por La Habana hasta el muelle, donde abordó un barco con destino a Nueva York usando una identificación falsa, que le permitió en definitiva escapar a los Estados Unidos.

## Reacción en Estados Unidos
A su llegada a Nueva York, el escenario y las instrucciones de Hearst continuaron centrándose en la joven y el periodista de Hearst que la ayudó a escapar. Esto incluyó recepciones en Delmonicos y Madison Square Garden, y luego una reunión con el presidente McKinley en Washington D. C.. Luego comenzó una campaña de recaudación de fondos para la independencia de Cuba, mientras que Hearst siguió pregonando la huida como un excelente ejemplo de "periodismo que actúa". Los periódicos rivales sugirieron que se trataba de un engaño, o al menos soborno. La investigación más reciente sugiere que estas acusaciones fueron falsas.
No obstante, la historia de Cosio se desvaneció con la posterior avalancha de eventos que cristalizaron en la declaración de guerra de Estados Unidos a España (en especial el hundimiento del USS Maine). Es por ello que la opinión de quienes han estudiado este caso y el acontecimiento de la Guerra por la independencia por parte de Cuba, se ha centrado en la publicidad que se hizo sobre la historia de Evangelina para que así hubiese una agitación en la opinión pública estadounidenses, que incitase el involucramiento norteamericano por la causa cubana.

## Resto de su vida
Meses después de su escape, Evangelina Cosio se casó con Carbonnel, quien era 28 años mayor que ella. Tuvieron dos hijas. Carbonnel murió en 1916 y en 1918, Evangelina se volvió a casar con Miguel Romero, un abogado de La Habana. Evangelina Cosio murió el 29 de mayo de 1970, y el gobierno cubano de Fidel Castro le hizo un funeral de Estado ya que para entonces era una de las últimas heroínas sobrevivientes de la Guerra de la Independencia.